# UTC+07:30
Giờ UTC+7:30 được dùng cả hai như giờ mùa hè cũng như giờ chuẩn sau này tại Singapore. Giữa năm 1941 và 1942 trước khi Nhật Bản chiếm đóng Singapore, và từ năm 1945 đến năm 1970 sau chiếm đóng, Singapore dùng giờ UTC+7:30 như giờ mùa hè. Sau đó vào năm 1970, Singapore quyết định tuyên bố giờ UTC+7:30 là Giờ chuẩn Singapore.
Giờ UTC+8 là giờ chuẩn hiện tại của Singapore và được sử dụng từ năm 1982.